# Kopřivnice
Kopřivnice (německy Nesselsdorf) je město v okrese Nový Jičín v Moravskoslezském kraji, 10 km východně od Nového Jičína a 28 km jižně od Ostravy na potoce Kopřivničce. Žije zde přibližně 21 tisíc obyvatel. Ve městě sídlí automobilka Tatra.

## Název
První písemná zmínka o obci pochází z roku 1437, kdy se její název objevuje v podobě Copřivnice, který se dále měnil přes Kopřivnice (1460), Koprziwnicze (1517), Kopržyvnicze (1581), Koprziwnitz (1672), Kopržownitz (1676), Kopržiwnitz (1676–1850), Koprziwnitz či Nickelsdorrf (1720), dále Nickelsdorf (1720–1798), Nestlndorf (1724), Nesselsdorf (1734–1745), Koržiwnitz (1751), Koprziwnitium (1771), Nesldorf (1771), Deutsch Nesseldorf (1836), Nesselsdorf či Kopřiwnice nebo Kopřivnica (1846–1847) až po Nesselsdorf či Kopřivnice (1847–1945). Podnětem k pojmenování Kopřivnice byl nejspíše kopřivný list (tzv. nesselblatt) ve znaku olomouckého biskupa Bruna ze Schauenburku, kolonizátora a zakladatele hradu Šostýn. Od tohoto názvu také německá forma Nesselsdorf, kterou začal používat majitel místní majolikové továrny v 30. letech 19. století. Další německá forma Nickelsdorf, tedy ves Niklova či Mikulášova, má být původním názvem vsi, avšak toto není potvrzeno a nejspíše jde o záměnu s obcí Véska.
Jméno obce je z mluvnického hlediska rodu ženského a skloňuje se Kopřivnice (genitiv), Kopřivnici (dativ), Kopřivnici (akuzativ), Kopřivnici (lokál) a Kopřivnicí (instrumentál).

## Historie
První stopy osídlení vedou až do starší doby kamenné. V nedalekém městě Štramberk se nachází jeskyně Šipka, která je nalezištěm kostí a stop osídlení, které je datováno až do doby 40000 let př. n. l. U vodního pramene, který se nachází v západní části severního svahu Červeného kamene, bylo objeveno keltské sídliště z 2. st. př. n. l., pojmenované po zdejším prameni bezejmenného potůčku, Šutyrova studánka. Toto místo patří pod katastr města Kopřivnice.
Asi v polovině 13. století založil olomoucký biskup Bruno ze Schauenburku hrad Šostýn (nyní pouze zřícenina hradu). V téže době se pod ním datuje vznik vsi Kopřivnice.

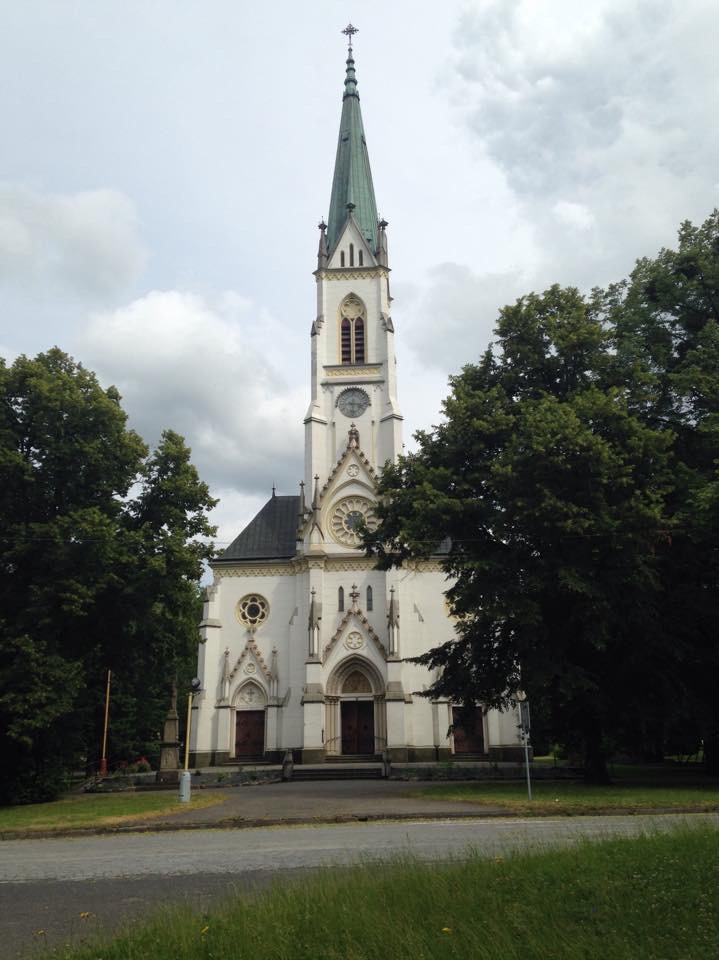
Kostel sv. Bartoloměje

Z další historie Kopřivnice je doloženo datum 5. října 1621, kdy obec přepadli vzbouření Valaši pod vedením rytíře Jana Adama z Víckova a vydrancovali ji. V červnu roku 1695 došlo v Kopřivnici k selskému povstání. V polovině 16. století zde byl postaven dřevěný kostel, který byl nejcennější památkou staré Kopřivnice. Měl kazetový strop a původně trojdílný oltář, který je zachován v Muzeu Fojtství. Na hřbitově okolo kostela se dodnes nachází památky jako umělecké hrobky zakladatelů kopřivnického průmyslu či hroby fojtů. Hřbitov je chráněn státní památkovou péčí.
Roku 1812 založil Ignác Raška továrnu na keramické zboží, kterou pak rozšířil jeho syn Jan Raška, vnuk Adolf Raška a pravnuk Adolf Raška mladší. Roku 1820 byla vystavěna první zděná škola. Roku 1850 Ignác Šustala založil továrnu na kočáry. Roku 1897 byl dřevěný kostel zbořen. V květnu 1907 přednesl v přeplněném sále Amerika v Kopřivnici svůj první předvolební projev profesor Tomáš Masaryk. V úterý 7. května tam proslovil přednášku na téma „Vývoj českého socialismu“. Jeho představení jako kandidáta do Vídeňské říšské rady proběhlo již ve čtvrtek 21. března 1907 v sále „Afrika“ za účasti voličů z Kopřivnice, Štramberka a Příboru, kde profesor Masaryk také vysvětlil, proč přijal kandidaturu právě v tomto okrese. V tomto roce a opětovně 1911 byl Masaryk zvolen poslancem vídeňské Říšské rady a přijal udělené čestné občanství Kopřivnice. Roku 1910 byla Kopřivnice povýšena na městys. V roce 1938 se ač jako převážně česky mluvící město stala Kopřivnice součástí Třetí říše v rámci Sudetské župy. Osvobozeno bylo dne 6. května 1945. Status městyse byl Kopřivnici změněn na město vládou Československé republiky v roce 1948.

### Povýšení Kopřivnice na městys
Společně s rozvojem automobilového průmyslu a s tím spojeného nárůstu počtu dělníků kopřivnického závodu včetně vagónky si vynutil další výstavbu obytných domů pro zaměstnance. Nová výstavba postupně vytlačuje původní domky kovorolníků a Kopřivnice tak postupně přichází o svůj vesnický charakter. Ves Kopřivnice tak byla dne 23. listopadu 1910 povýšena na městečko (městys), a to ministerským výnosem č. 30666.

### Zapojení kopřivnických občanů v odboji
Dne 13. září 1938 svolaly české politické strany, německá sociální demokracie a závodní výbor v Tatře na náměstí T. G. Masaryka Veliký projev lidu, na kterém zazněly projevy a byla přečtena rezoluce slibující věrnost občanstva republice, prezidentu a vládě. Demonstrace se zúčastnilo přibližně 700 občanů, kteří hájili zachování míru a demokratických principů republiky.
O tom, že je Kopřivnice začleněna do záboru, se dozvěděli občané dne 6. října z rozhlasu. Kopřivnice se tak do záboru dostala bez ohledu na národnostní poměry. Němcům šlo především o závody Ringhoffer (Tatru), které se od třicátých let 20. století zaměřovali na vojenskou výrobu. Adolf Hitler se znal s tehdejším ředitelem Ledwinkou. A také šlo Němcům o štramberský vápenec. Kopřivnice se tak dostala do Říšské župy Sudety a byla začleněna do Německé říše. Občané měli obavy z perzekucí, a tak začali Kopřivnici opouštět.
Kopřivnice byla obsazena německým vojskem v pondělí dne 10. října 1938 ve 14 hodin. Němci uspořádali, za účasti starosty Josefa Sochy, na náměstí vítací shromáždění. Starosta na něm promlouval jménem českých občanů a vyznačoval se osobní statečností.

### Povýšení Kopřivnice na město
V sobotu 28. srpna 1948 se konalo zasedání MNV formou slavnostní veřejné schůze. Předsedou zasedání byl Bedřich Tichavský. Předseda ONV v Novém Jičíně František Rozehnal předal v zastoupení ministra vnitra dekret o povýšení Kopřivnice na město. Předseda Tichavský před tím ještě ocenil význam tohoto správně politického aktu. Po předání dekretu následovaly projevy politických a průmyslových činitelů. Proslov přednesl také běžec Emil Zátopek, kopřivnický rodák. Na veřejné schůzi přečetl náměstek předsedy MNV H. Schilder usnesení o jmenování Marty Gottwaldové čestnou občankou města. Po ukončení slavnostní schůze následovalo vztyčení státní vlajky v táboře Junáka. Téhož dne byly otevřeny výstavy v Lašském muzeu s názvem „Kopřivnice jindy a dnes“, výstava tehdejšího národního podniku Tatra, jubilejní expozice Pěveckého sdružení a výstava Zátopkova, další expozice se nacházely ve střední škole, konkrétně výstava chovných zvířat, výstava ovocnictví, poštovních známek a esperanta. Ve večerních hodinách pak v místní sokolovně předvedlo SND Opava Dvořákovu Rusalku a v Katolickém domě se konal národopisný večer skupiny Valachů ze Vsetína.
V neděli 29. srpna 1948 se v dopoledních hodinách sloužily slavnostní bohoslužby v kostele sv. Bartoloměje a na náměstí T. G. Masaryka se konal promenádní koncert. V odpoledním programu pak následoval průvod krojovaných skupin a občanů městem s ukončením na hřišti (bývalé DTJ). Na hřišti následoval projev ministra zdravotnictví Plojhara. Po něm vystoupili generál Josef Ejem, předseda ONV František Rozehnal, zástupci krajské oborové rady, města Krnova a Emil Zátopek. Zasloužilí občané města získali čestné diplomy. Program byl zakončen vystoupením krojované skupiny z Frenštátu pod Radhoštěm a zábava.

## Městské symboly

### Znak
Znak města Kopřivnice je tvořen stříbrno-červeně polceným štítem, ve kterém je v dolní části zlatý automobil Präsident provázený (heraldicky) vpravo nahoře červeným štítkem se stříbrným kopřivovým listem.
Stříbrná barva představuje Bílou horu a červená Červený kámen, tedy dvě hory, mezi kterými Kopřivnice leží. Zlatě namalovaný obraz prvního kopřivnického automobilu Präsident z roku 1897 charakterizuje zdejší automobilový průmysl. Červený štítek s bílým listem kopřivy (tzv. mluvící znamení) napovídá název města. Znak je užíván od roku 1967.

### Vlajka
Na základě rozhodnutí číslo 10 ze dne 15. července 1993 získala Kopřivnice svou vlajku. Ta je tvořena listem o poměru stran 2:3 se dvěma vodorovnými pruhy, bílým a červeným. V horním pruhu je v žerďové části umístěn štítek z městského znaku v podobě červeného štítu s bílým kopřivovým listem.

### Pečeť
Nejstarší dochovaná pečeť obce Kopřivnice je z roku 1754 a na raznici nese nápis „OBECZ KOPRZIWNICZE“. Pozdější pečeť nese nápis „OBECNÍ ÚŘAD V KOPŘIVNICI“. V obou pečetích je vyobrazen kostelík. Pečetě byly používány do roku 1918.

## Přírodní poměry

### Ochrana životního prostředí
Kopřivnice byla v dřívějších dobách známá rozsáhlými ovocnými sady, byla taktéž obklopena švestkovými alejemi, které se nacházely v polích. Muzejní, vlastivědný pracovník a zakladatel Lašského muzea Emil Hanzelka popsal stav starých stromů v Kopřivnici v roce 1962 následovně: "Avšak i stromy listnaté sázeli naši předkové rádi, čehož dokladem jsou staleté stromy, dodnes na různých místech stojící. Bohužel většina staletých stromů byla již vykácena." Hanzelka, E.: Z minulosti Kopřivnice.
Nejoblíbenějším stromem v Kopřivnici byla Fojtova lípa rostoucí ve dvoře starého kopřivnického fojtství. Další lípou byla "Krystyjanova lípa", která rostla u studny na bývalé návsi. Emil Hanzelka místo specifikoval podrobněji tak, že lípa rostla u bývalého Osvětového domu před kostelem. Z fakt uvedených v předchozí větě lze velmi těžko identifikovat přesné místo lípy, kde rostla, nicméně v roce 2018 lze místo identifikovat velmi nepřesně následujícími souřadnicemi 49.5929547N, 18.1426531E. V mapě Plán městyse Kopřivnice z roku 1945, který tvoří přílohu knihy xxx je uvedeno, že v domě č. p. 73 žila Marie Janotková, sloužící, 1880 Jan a Rozalie Raškovi (rolník), rod zv. "krystyjan",...- 1860.

## Obyvatelstvo

### Struktura obyvatelstva

Věková struktura obyvatel obce Kopřivnice roku 2011
Rodinný stav obyvatel obce Kopřivnice roku 2011
Vzdělání obyvatel obce Kopřivnice roku 2011

### Náboženský život
Poslední držitel kopřivnického hradu Šostýna, Jan Čapek ze Sán, který od roku 1437 sídlil na hradu v Hukvaldech a na Šostýn dojížděl, byl protestantského vyznání. I poddaní patřili k českobratrskému vyznání. Roku 1890 žilo ve městě šest evangelíků, ale následně v souvislosti s rozvojem zdejší továrny na kočáry se počty protestantů, díky sem se stěhujícím dělníkům, zvyšovaly, takže na přelomu 19. a 20. století ve městě žilo 52 evangelíků augsburského vyznání a 4 reformovaného. O deset let později (1910) pak 82 augsburského vyznání a jeden helvétského. O dekádu později (1921) činil jejich počet 167 evangelíků a další sčítání zaznamenalo 123 českobratrských evangelíků, 81 augsburského a 9 reformovaného vyznání. K nejstarším evangelický rodinám patří Gazdovi a Šturcovi augsburského vyznání a Florianovi helvétského vyznání. Především účetní továrny na hliněné zboží František Florian, jehož působení mělo vliv i na ostatní spoluobčany. První českobratrské bohoslužby v Kopřivnici vykonal na Velikonoce roku 1922 farář Hartvig.

## Obecní správa a politika

### Místní části
Město je tvořeno čtyřmi místními částmi, a to Kopřivnicí, Lubinou, Mniším a Vlčovicemi. Původně samostatná osada Lubina se stala k 1. lednu 1979 součástí města Kopřivnice. O přesně rok později (1. ledna 1980) Lubinu následovaly další dvě osady, a to Mniší a Vlčovice. Naopak Závišice, které do sametové revoluce tvořily součást Kopřivnice, se od města odtrhly a od 24. listopadu 1990 tvoří samostatnou obec.
Území města se nachází na celkem pěti katastrálních územích pojmenovaných Drnholec nad Lubinou, Kopřivnice, Mniší, Větřkovice u Lubiny a Vlčovice. Současně je tvořeno celkem jednadvaceti základními sídelními jednotkami.

### Správní území
Město Kopřivnice je součástí Moravskoslezského kraje a tvoří jednu z jeho obcí s rozšířenou působností, na níž se nachází dvě obce s pověřeným obecním úřadem, a sice Kopřivnice a Příbor.
Sousedními obcemi sídla jsou Hukvaldy, Lichnov, Příbor, Štramberk, Tichá, Kozlovice a Závišice.

### Zastupitelstvo a starosta

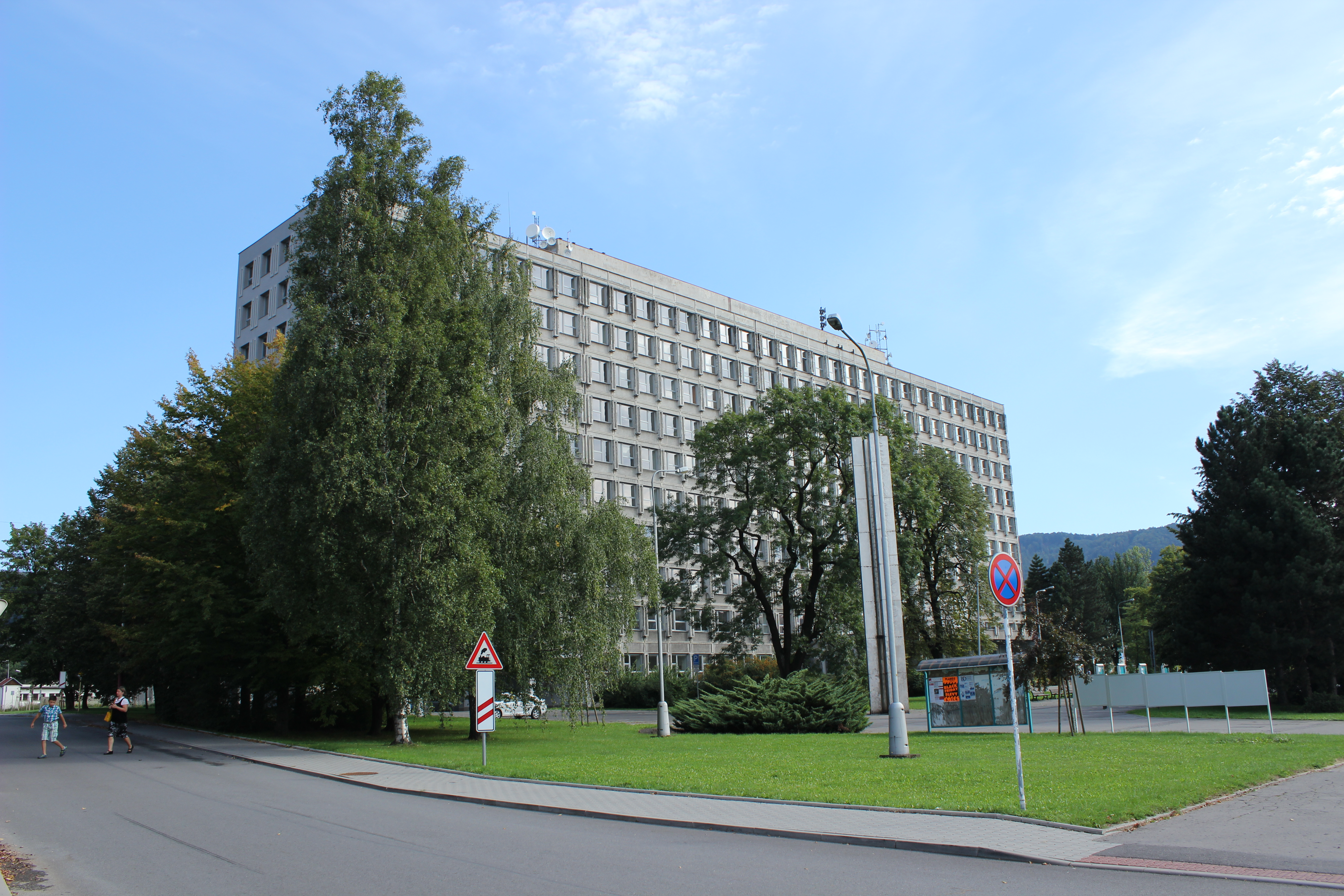
Budova městského úřadu

Město Kopřivnici řídí jednadvacetičlenné zastupitelstvo, v jehož čele je starosta. Tím je od obecních voleb konaných v roce 2022 Adam Hanus z uskupení Krásná Kopřivnice. Nahradil Miroslava Kopečného z Občanské demokratické strany (ODS), jenž vedl město od roku 2014, kdy vystřídal Josefa Jalůvku.
V komunálních volbách v roce 2014 kandidovalo celkem deset uskupení, z nichž devět se dostalo do městského zastupitelstva. Nejúspěšnějšími se stali Česká strana sociálně demokratická (ČSSD), ODS a ANO 2011, které každá získaly po čtyřech mandátech. Dvě křesla obsadila Křesťanská a demokratická unie – Československá strana lidová (KDU-ČSL), Komunistická strana Čech a Moravy (KSČM) a sdružení nezávislých Kopřivnice. Po jednom zástupci v zastupitelstvu mají nezávislí, dále uskupení PRO sport a zdraví a společná kandidátka Pirátů a Změny pro Kopřivnici.
V roce 2018 kandidovalo v komunálních volbách celkem 10 politických uskupení a všech 10 se také dostalo do zastupitelstva. Nejvíce hlasů získala Krásná Kopřivnice (14,56 %) následována hnutím ANO 2011 (14,44 %), ODS (14,13 %) a KDU-ČSL+TOP 09, STAN, Zelení (13,98 %). Tato uskupení získala v zastupitelstvu po 3 mandátech. Dva mandáty získalo Sdružení nezávislých Kopřivnice (9,02 %), KSČM (7,95 %) a SPD (7,32 %). Po jednom mandátu pak Piráti pro Kopřivnici (6,98 %), PRO Zdraví a Sport (6,28 %) a ČSSD (5,30 %). Starostou města Kopřivnice v období 2018 až 2022 byl Miroslav Kopečný (ODS). 
V komunálních volbách v roce 2022 kandidovalo celkem 11 uskupení, která se ucházela o 21 mandátů. Do zastupitelstva se dostalo 7 z těchto uskupení. ANO 2011 (22,91 %, 6 mandátů), Krásná Kopřivnice (19,60 %, 5 mandátů), Sdružení nezávislých Kopřivnice (12,50 %, 3 mandáty), KDU-ČSL a nezávislí (11,17 %, 3 mandáty), SPD (9,33 %, 2 mandáty), ODS (7,22 %, 1 mandát) a Zdraví Sport a Prosperita a STAROSTOVÉ (6,98 %, 1 mandát). Starostou města Kopřivnice byl ve čtvrtek 20. října 2022 na ustavujícím zastupitelstvu města Kopřivnice zvolen Adam Hanus (Krásná Kopřivnice).

## Hospodářství

### Služby

#### Soudobá architektura
Ve dnech 5. září až 13. září 2014 se v Kopřivnici konala Letní škola architektury s tématem Kopřivnický brownfield. Cílem bylo navrhnout proměnu tzv. nárazníkové oblasti, ve které se setkává již nevyužívaná průmyslová zóna bývalého výrobního areálu automobilky Tatra s městským prostředím. Rekonverze území neboli jeho opětovná přeměna se týkala oblasti mezi centrální zónou a výrobním areálem automobilky Tatra. Kromě studentských návrhů na přeměnu území probíhalo v rámci Letní školy seznámení se s územím a jeho podrobná fotodokumentace, praktický landscaping, při kterém studenti pomohli zvelebit park na Masarykově náměstí, jeden den dostali studenti možnost pracovat na svých projektech s Josefem Pleskotem a dne 12. září 2014 následovala vernisáž studentských projektů v Katolickém domě. Finální projekty mohla zhlédnout veřejnost během října 2014 v Kulturním domě. Celá akce byla zdokumentována novináři.

## Doprava

### Železniční doprava

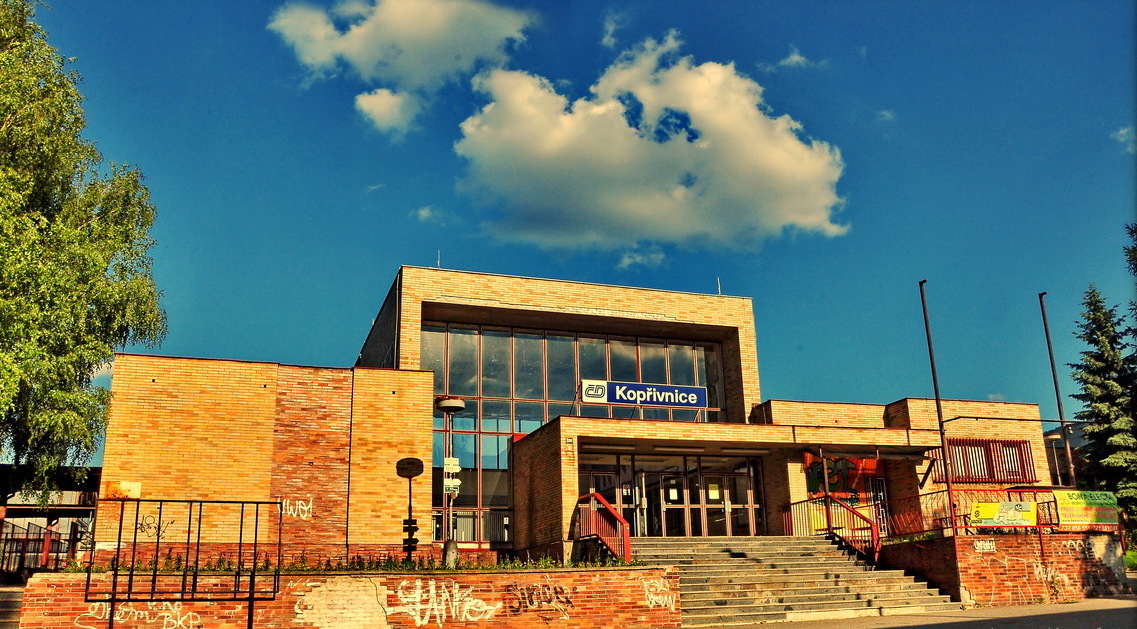
Nádraží

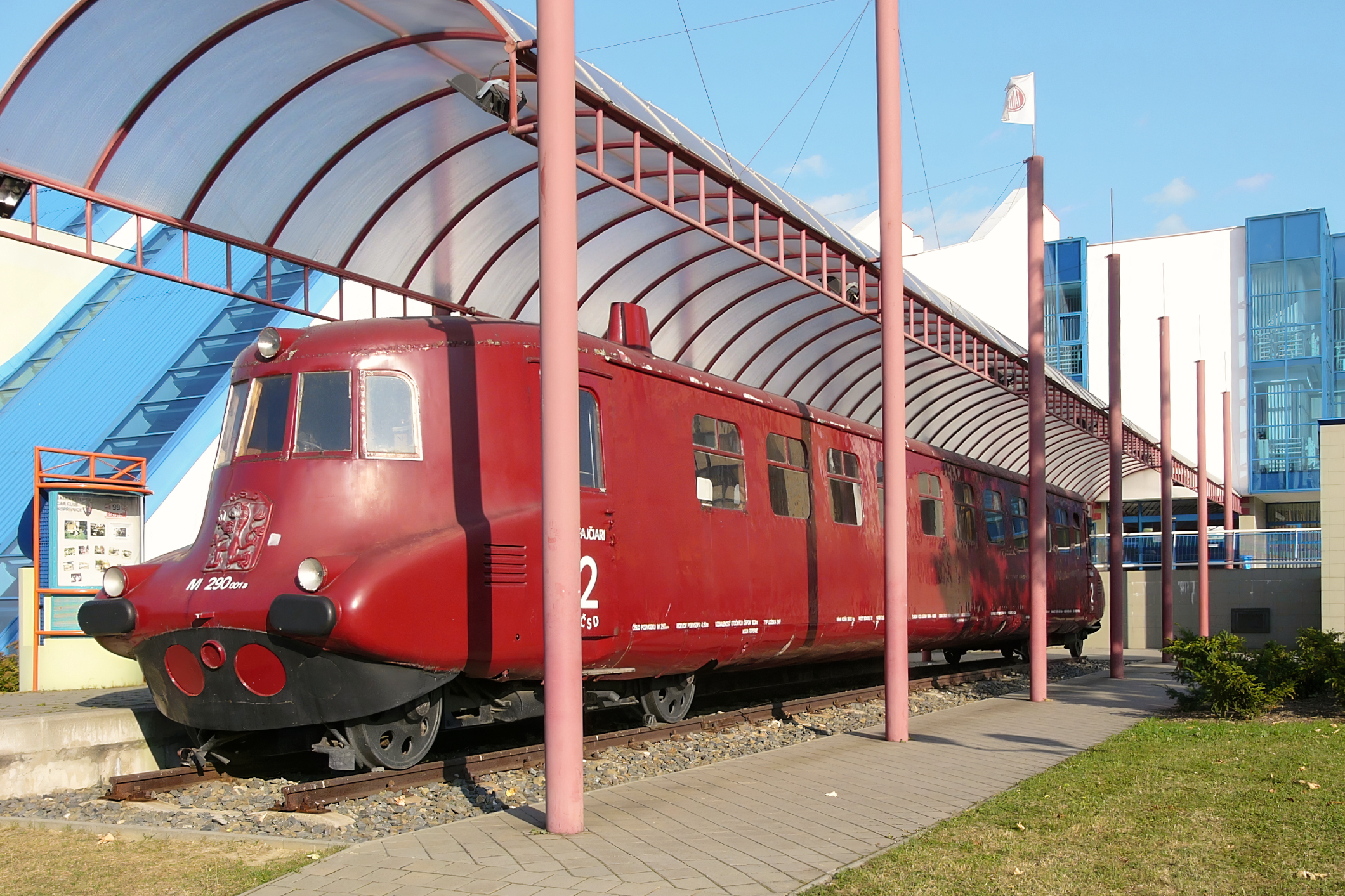
Motorový vůz M 290.0 „Slovenská strela“ před technickým muzeem Tatra

Kopřivnicí prochází jednokolejná neelektrizovaná regionální železniční trať 325 (Studénka – Sedlnice – Příbor – Kopřivnice – Štramberk – Veřovice).
Ve stanici Studénka je tato trať napojena na dvojkolejnou elektrizovanou celostátní trať 271 (Přerov – Hranice – Studénka – Ostrava – Bohumín) a jednokolejnou neelektrifikovanou regionální železniční trať 279 (Studénka – Bílovec).
Ve stanici Veřovice je trať napojena na jednokolejnou neelektrizovanou regionální trať 303 (Ostrava – Frýdek-Místek – Frenštát pod Radhoštěm – Veřovice – Valašské Meziříčí).
V úseku Studénka – Sedlnice je maximální traťová rychlost 100 km/h, v úseku Sedlnice – Kopřivnice 80 km/h, v úseku Kopřivnice – Štramberk 50 km/h a v úseku Štramberk – Veřovice 40 km/h.
V severní části města je železniční zastávka Kopřivnice zastávka. V její těsné blízkosti je umístěno autobusové nádraží.
Jižně od centra leží železniční stanice Kopřivnice, která má jedno boční a jedno ostrovní nástupiště, v nádražní budově je k dispozici prodejna jízdenek. Asi 150 metrů od nádraží jsou autobusové zastávky „Kopřivnice, žel. st.“
Na území města z velké části leží i stanice Štramberk.
Na severním okraji města je nákladové nádraží, ze kterého vychází vlečka do areálu Tatra. Nádraží neslouží osobní dopravě.
Pravidelnou osobní dopravu na trati 325 zajišťuje dopravce České dráhy. Osobní vlaky jsou zaintegrovány do systému ODIS jako linka S8.

### Silniční doprava
Přes místní části Vlčovice a Lubina prochází silnice I/58 (Rožnov pod Radhoštěm – Frenštát pod Radhoštěm – Kopřivnice – Příbor – Ostrava).
Ulicemi Československé armády a Záhumenní prochází silnice II/480 (Lubina – Kopřivnice – Štramberk – Ženklava – Veřovice) a ulicí Obránců míru silnice II/482 (Kopřivnice – Závišice – Rybí – napojení na I/48 (budoucí D48)). Obě silnice se potkávají v okružní křižovatce v centru města.
Ve Vlčovicích odbočuje z I/58 silnice II/486 (Vlčovice – Mniší – Hukvaldy – Brušperk – Krmelín).
Silniční síť na správním území města doplňuje ještě silnice III/4824, která propojuje křižovatku silnic I/58 a II/480 v Lubině se silnicí III/4863 severně od Lubiny.
Asi 5 km severně od Kopřivnice prochází silnice I/48 (Bělotín – Nový Jičín – Příbor – Frýdek-Místek – Český Těšín – hranice s Polskem), která postupně prochází přestavbou na dálnici D48.

### Autobusová doprava
Autobusové nádraží leží v severní části města, v těsné blízkosti železniční zastávky Kopřivnice zastávka.
Kopřivnice je jedním z největších českých měst, ve kterém do 14. prosince 2024 nebyla provozována MHD. Její zavedení bylo vážněji zvažováno v letech 2007–2009, kdy byla zpracována i Komplexní dopravní studie města Kopřivnice. K zavedení MHD nakonec došlo 15. prosince roku 2024.[zdroj?]

### Letecká doprava
11 kilometrů severně od Kopřivnice leží mezinárodní Letiště Leoše Janáčka Ostrava, ze kterého létají pravidelné i charterové lety. Z Kopřivnice se na letiště dá dojet vlakem s jedním přestupem na zastávce Sedlnice. Několikrát denně jezdí mezi Kopřivnicí a letištěm přímá autobusová linka 880632.

### Cyklodoprava
V severojižní směru prochází městem páteřní cyklostezka, která převážně kopíruje tok říčky Kopřivničky. Cyklostezka na jihu začíná u ulice Horní, odkud vede asi 400 m severovýchodním směrem k ohybu Kopřivničky, odtud pokračuje podél jejího toku přes centrum města dál na sever až k místu, kde Kopřivnička podchází ulici Československé armády. Odtud jedna větev cyklostezky pokračuje dál na sever podél Kopřivničky, zatímco druhá větev vede na východ kolem autobusového nádraží, vlakové zastávky Kopřivnice zastávka a průmyslové zóny do Vlčovic.

## Společnost

### Školství
V prvním svazku kopřivnické kroniky je zmínka, že existují zprávy, ve kterých se uvádí, že doslova "jakási škola" se nacházela v Kopřivnici již v 17. století. V té době mělo však jít spíše o výuku v soukromých staveních a učiteli měli být spíše řemeslníci a vysloužilí vojáci. Toto učení nebylo povinné, účastnil se ho kdo chtěl a v té době se pravděpodobně ani nepoužívaly žádné pomůcky, knihy a lze předpokládat, že ani žádná metoda a cíl výuky.
V 18. století bylo pasení dobytka hlavním úkolem dětí, které však zanedbávaly školní docházku. Od poloviny 18. století se vyučovalo v jedné světnici na fojtství. Později výuka probíhala v chalupě na "štěpnici", která patřila k zemanství na č. 59. Větší škola se později nacházela u starého hřbitova na č. 143. Přibližně kolem roku 1809 byla v Kopřivnici vybudována škola na č. 131, což byla později budova četnické stanice. V této škole již učil zkušený učitel, rodák z Velkého Újezdu na Moravě. V 19. století nebylo vzdělání kopřivnických obyvatel valné. V roce 1820 neuměla většina obecního představenstva psát.

### Kultura

#### Knihovna
Prvním spolkem založeným v roce 1869 byl čtenářský spolek, který zahájil svoji činnost v roce 1870. O jeho založení se zasloužil Adolf Raška a farář Rudolf Vícha. V roce 1870 byla zřízena knihovna, která měla charakter jak žákovské, tak lidové knihovny. Knihovní fond rostl díky darům soukromníků, nákupy z výtěžků pěveckých a „deklamátorských“ akcí pořádaných kopřivnickou mládeží, kterou vedl L. Vícha. Několik svazků darovali Adolf Raška i farář Rudolf Vícha.

#### Hudba
Zdejší hudební život se rozvíjel během první československé republiky v souvislosti se strojírenským podnikem Tatra. Svůj vliv měl také místní folklór a současně tvorba Leoše Janáčka spolu s blízkostí jeho rodiště v Hukvaldech. Dělníci z Tatrovky zpívali v Dělnickém pěveckém sboru DTJ (Dělnické akademii), který roku 1922 založil zdejší poštmistr a hudební samouk Jan Uhlíř. Sbormistr skládal i vlastní tvorbu, kam se řadí „Kopřivnická kantáta“ napsaná roku 1932 k oslavě povýšení Kopřivnice na město, dále „Kopřivnická rapsodie“ pro orchestr z roku 1938 nebo suita „Frenštátské Horečky“, věnovaná památce T. G. Masaryka. Po dobu Uhlířova vedení hudebního tělesa, tedy do roku 1932, koncertoval sbor jak v Kopřivnici, tak také na zájezdech či v ostravském studiu Československého rozhlasu. Výkony tělesa pochvalně hodnotil i Leoš Janáček, jenž se stal jeho čestným členem. Po Uhlířovi sbor vedl Ladislav Buček, člen PSMU. V osmdesátých letech 20. století řídil uskupení, které se mezitím přejmenovalo na Pěvecké sdružení Tatra Kopřivnice, Josef Sýkora. Těleso mělo svůj samostatný mužský i ženský sbor a čtyřikrát během roku pořádalo celovečerní koncerty. Navíc spolupracovalo se sbory z jiných míst tehdejšího Severomoravského kraje, ale také ze slovenského Martina.
Roku 1928 pod názvem Kopřivnické písničky vydal Janáčkův žák Richard Kopa celkem dvanáct lidových písní z Kopřivnice a jejího okolí. Skladby sesbíral Leopold Vícha a Kopa je následně upravil pro střední hlas a klavír. Vzájemná spolupráce Kopy s Janem Uhlířem navíc vedla ke kooperaci na tvorbě operety „Ostrov lásky“ z roku 1934, kterou si pak ale Uhlíř neprávem přivlastnil jako její jediný autor. Sběru lidových písní se dále věnoval Emil Hanzelka, zakladatel Lašského muzea. Výsledků jeho bádání následně ve své tvorbě využil komponista Rudolf Kubín.
Z Kopřivnice pocházel hudební skladatel Jaroslav Galia, jenž však záhy odešel do Prahy a následně coby vojenský dirigent a učitel do Ruska, kde působil v Irkutsku, Litvě a Estonsku. Dalším zdejším rodákem je hudební skladatel Zdeněk Petr.

#### „Pressování s T. G. Masarykem“
Od roku 1998 Klub TGM MDH a Masarykovo demokratické hnutí pořádají pravidelně na podzim v kopřivnickém kulturním domě publicistický pořad „Myšlenky T.G.M a současnost“ (dnes „Pressování s T. G. Masarykem“). Pravidelně se akcí MDH v Kopřivnici účastnili Pavel Pecháček, Jiří Ješ, kteří pomáhali otvírat dveře dalším významným hostům, jimiž byli Lída Rakušanová, Jan Ruml, František Václav Lobkowicz, Radko Kubičko, Václav Moravec, Petr Pithart, Jiřina Šiklová, Ivan Medek, Ladislav Špaček a rovněž účast členů předsednictva MDH byla samozřejmostí.
Jubilejní 25. ročník doprovodily dvě výstavy, první „Evropská Unie-České předsednictví v Radě EU-Vize“ a  druhá unikátní „Osudy sochy Tomáše Garrigua Masaryka v Kopřivnici“, která vyzdobila hlavní sál Kopřivnického kulturního domu, kde se setkání konají.

### Sport
Nejúspěšnějším sportovním oddílem ve městě je mužský házenkářský klub KH Kopřivnice, který hraje nejvyšší domácí soutěž. V ní má na svém kontě jedno stříbro (1993/94) a jeden bronz (1994/95). Již v bývalé československé lize Kopřivničtí třikrát skončili druzí (1976-77, 1985-86, 1992-93), tehdy pod názvem Tatra Kopřivnice. Své domácí zápasy hraje klub v hale ZŠ Emila Zátopka (Sportovní 741).
V Kopřivnici sídlí také florbalový klub FBC Vikings Kopřivnice, který hraje od sezóny 2023/2024 1. ligu mužů (2. nejvyšší soutěž), do které postoupil v sezóně 2022/2023, kdy vítězstvím ve finále nad S.K. P.E.M.A. Opava zvítězil v Národní lize.
Dále ve městě působí fotbalový FC Kopřivnice, nebo hokejový HC ISMM Kopřivnice.

## Pamětihodnosti
- zřícenina hradu Šostýn
- Raškova vyhlídka
- Technické muzeum Tatra

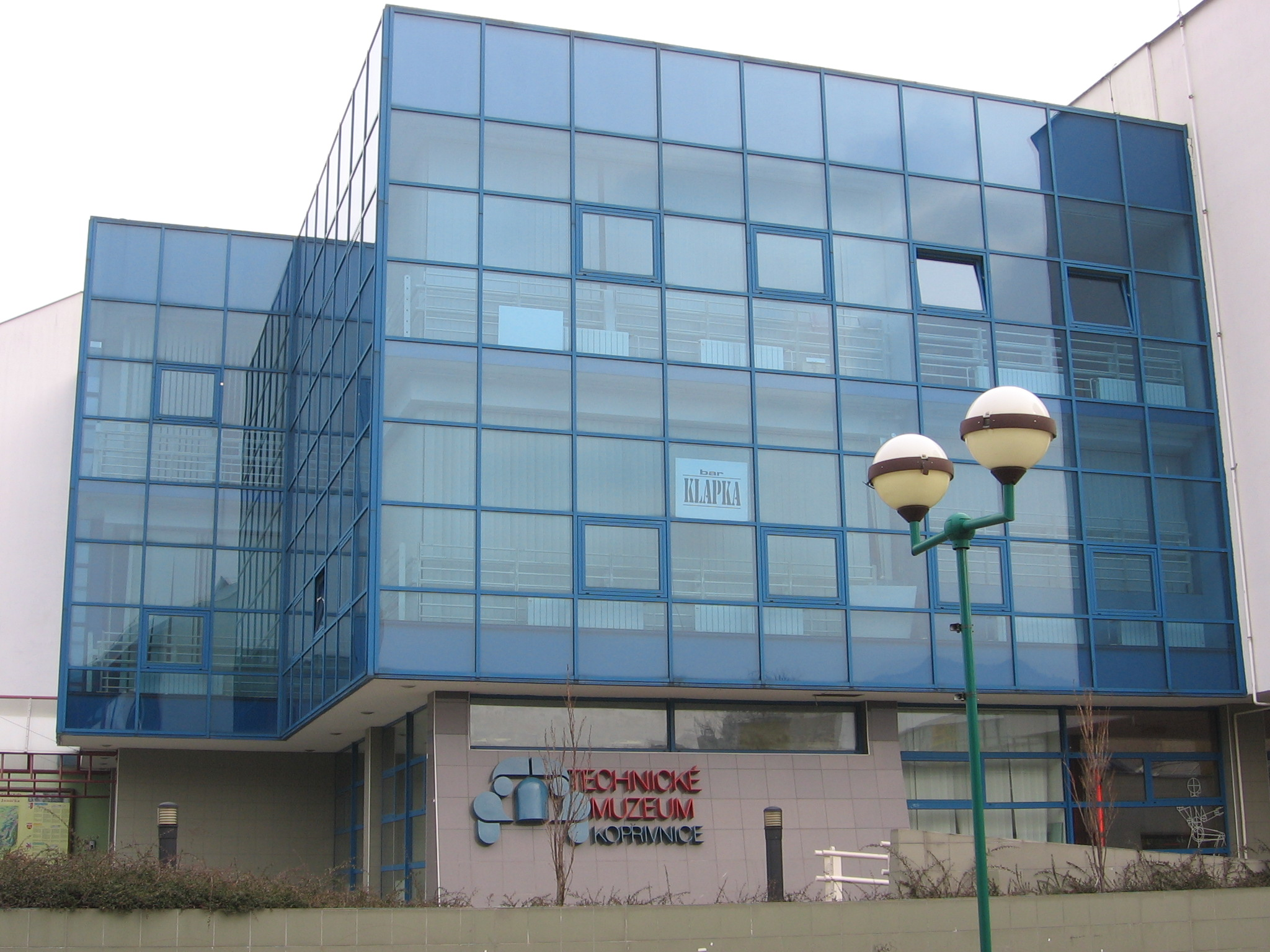
Technické muzeum Tatra

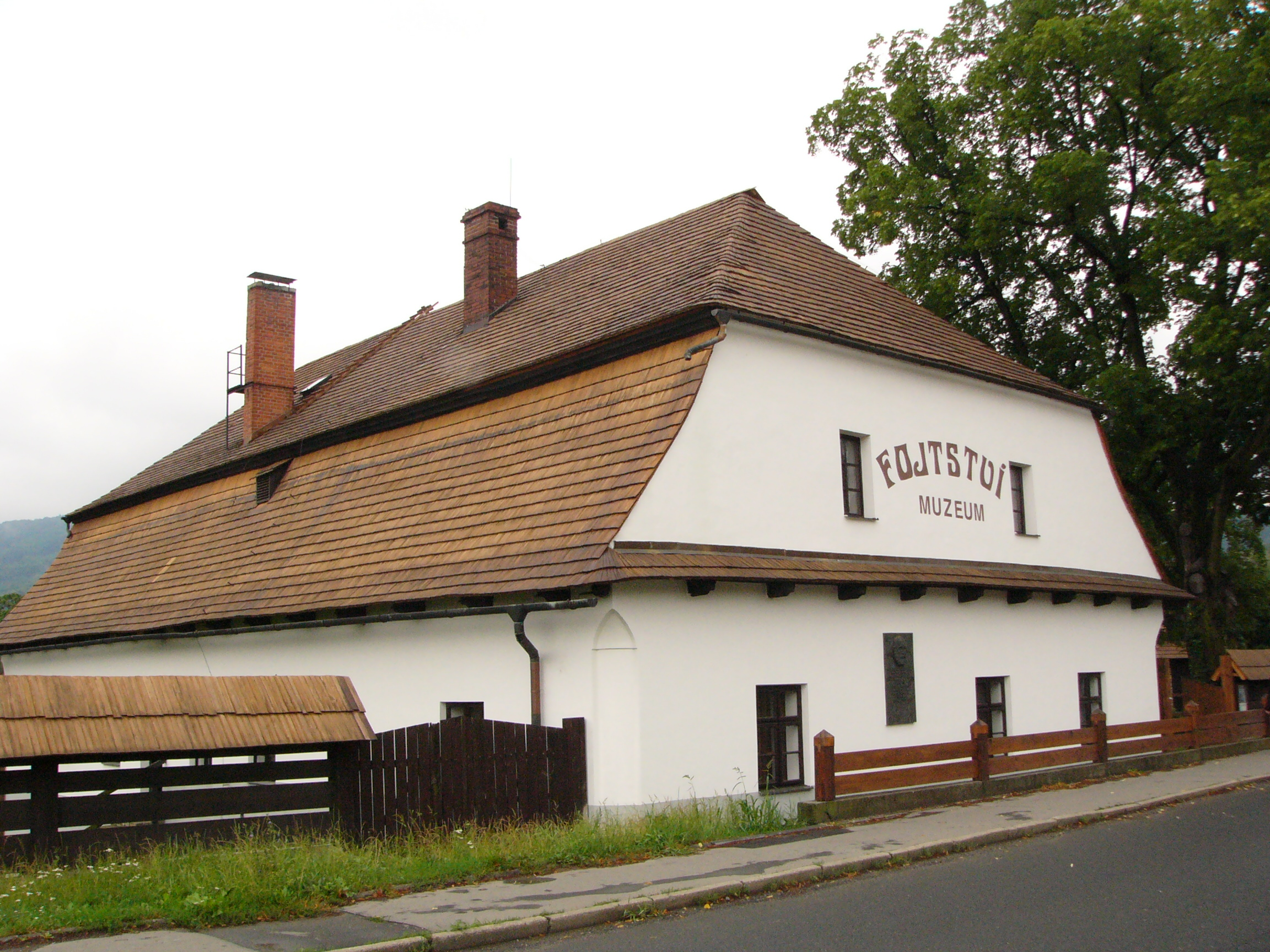
Muzeum Fojtství, nejstarší stojící budova ve městě

- Muzeum nákladních automobilů Tatra (ve kterém je umístěn Motorový vůz 290.0 „Slovenská strela", který je národní kulturní památkou ČR)
- Lašské muzeum
- muzeum Fojtství
- kostel sv. Bartoloměje
- keltské sídliště Šutyrova studánka
- Obnovený pomník T. G. Masaryka

## Osobnosti

### Rodáci
- Zdeněk Burian, malíř, ilustrátor
- Otakar Michálek, učitel tělovýchovy
- Josef Martini, malíř
- Ignác Šustala, zakladatel dnešního podniku Tatra
- Zdeňka Veřmiřovská, gymnastka, olympionička
- Emil Zátopek, atlet, olympijský vítěz
- Josef Treuchel, akademický malíř
- Bohumil Chlebovský, akademický malíř
- Adolf Jasník, básník
- Zdeněk Petr, hudební skladatel, od 2005 čestný občan
- Adolf Raška, majitel továrny na hliněné zboží, zemský poslanec, starosta města, vnuk Ignáce
- Ignác Raška, zakladatel továrny na hliněné zboží, děda Adolfa
- Otakar Sviták, odbojář, generál čs. armády
- Marta Gottwaldová, manželka prezidenta Klementa Gottwalda, za jehož funkce vláda obec povýšila na město, čestná občanka města
- Emil Hanzelka, historik, zakladatel Lašského muzea
- Petra Klosová, plavkyně, olympionička

### Ostatní
- Václav Varaďa, hokejista
- Patrik Bartošák, hokejista
- Zdeněk Čechmánek, automobilový závodník
- Jiří Hanzelka, cestovatel, spisovatel
- Rudolf Kolda, básník, spisovatel, dentista
- Dagmar Turková, mistryně sportu
- Miroslav Zikmund, cestovatel, spisovatel
- Dana Zátopková, olympionička
- Rudolf Vícha, první farář, kronikář[56]
- Ladislav Cvíček, pedagog, znalec místní historie a také řečník a šiřitel myšlenek TGM

## Fotografie

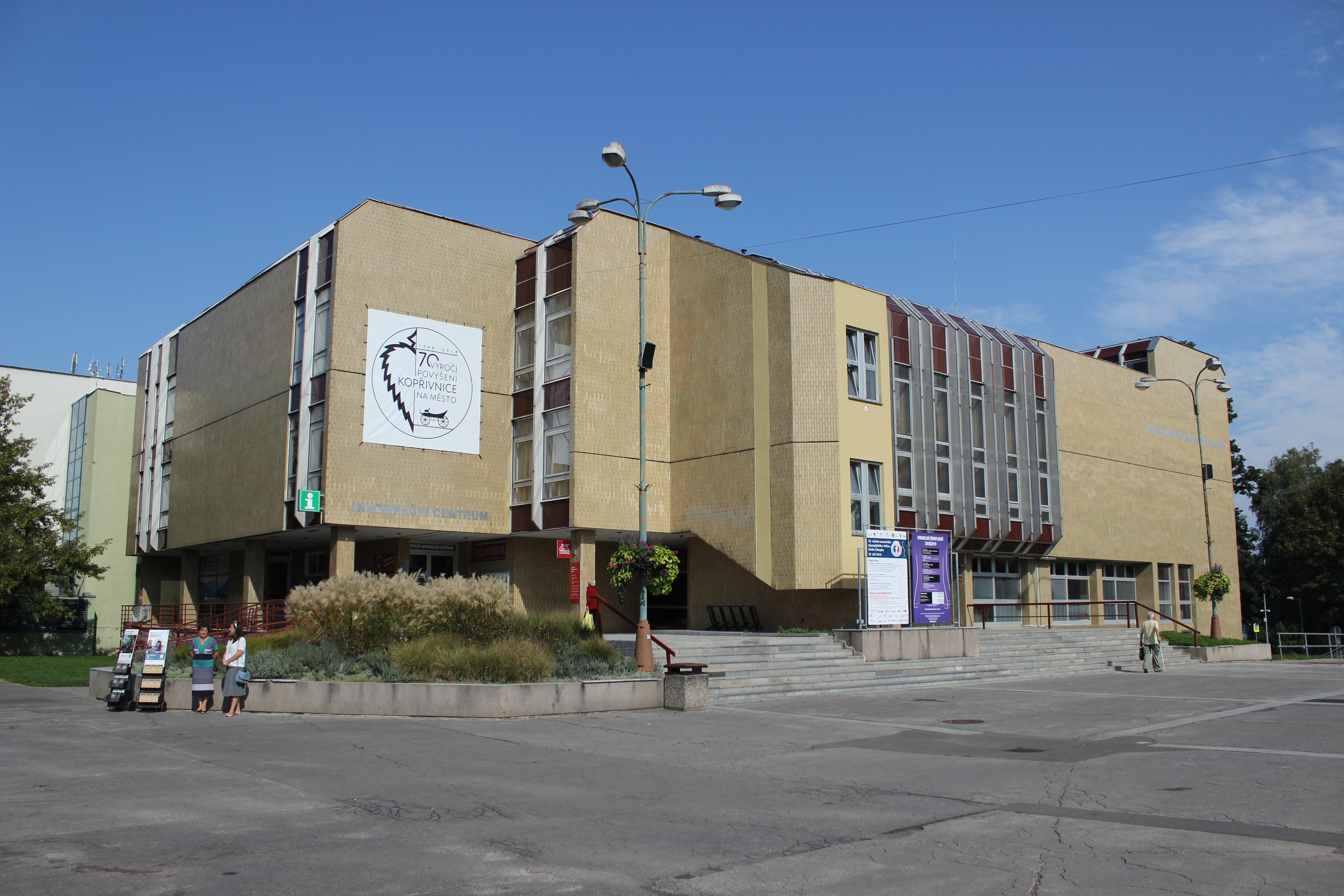
Kulturní dům
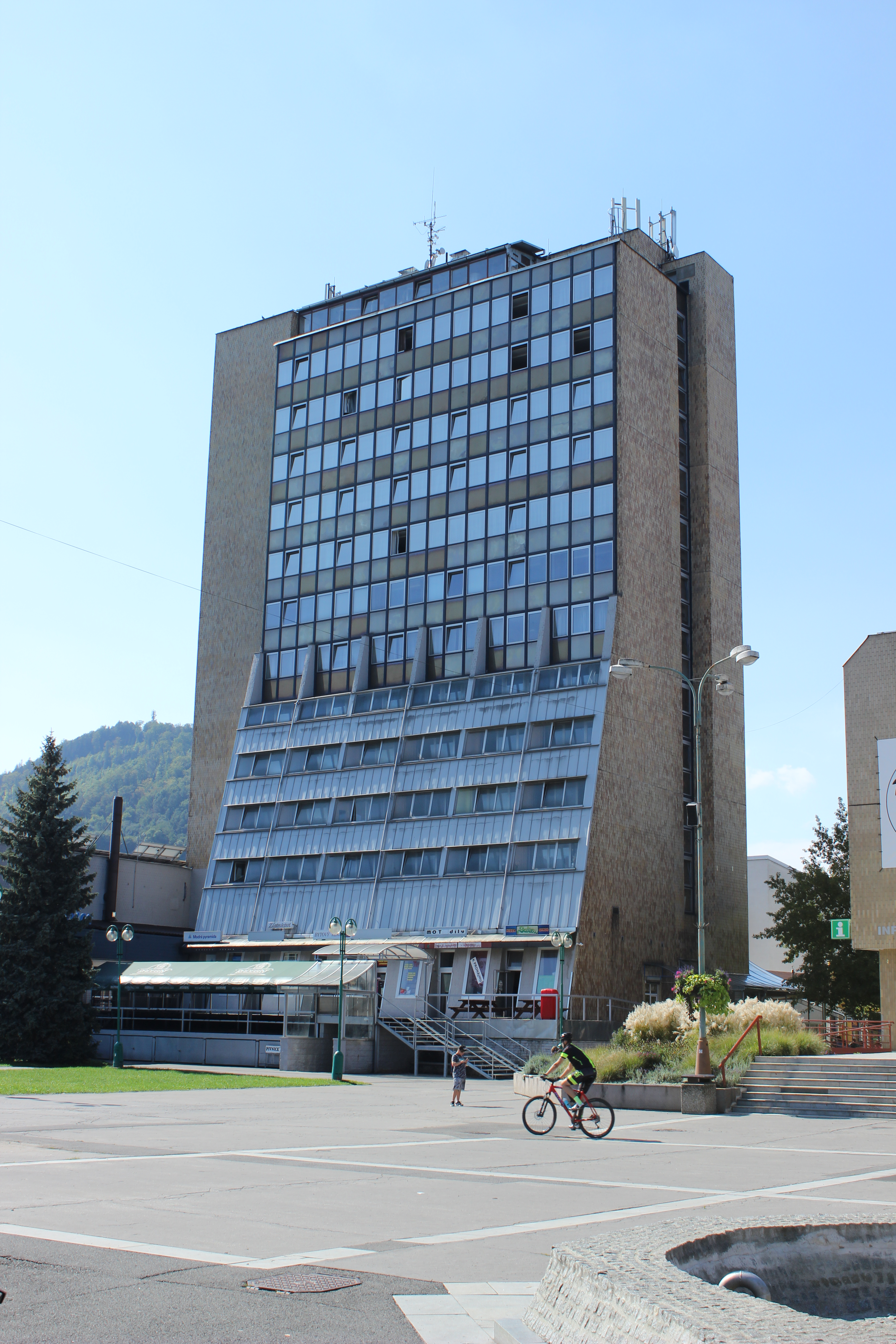
Hotel Tatra
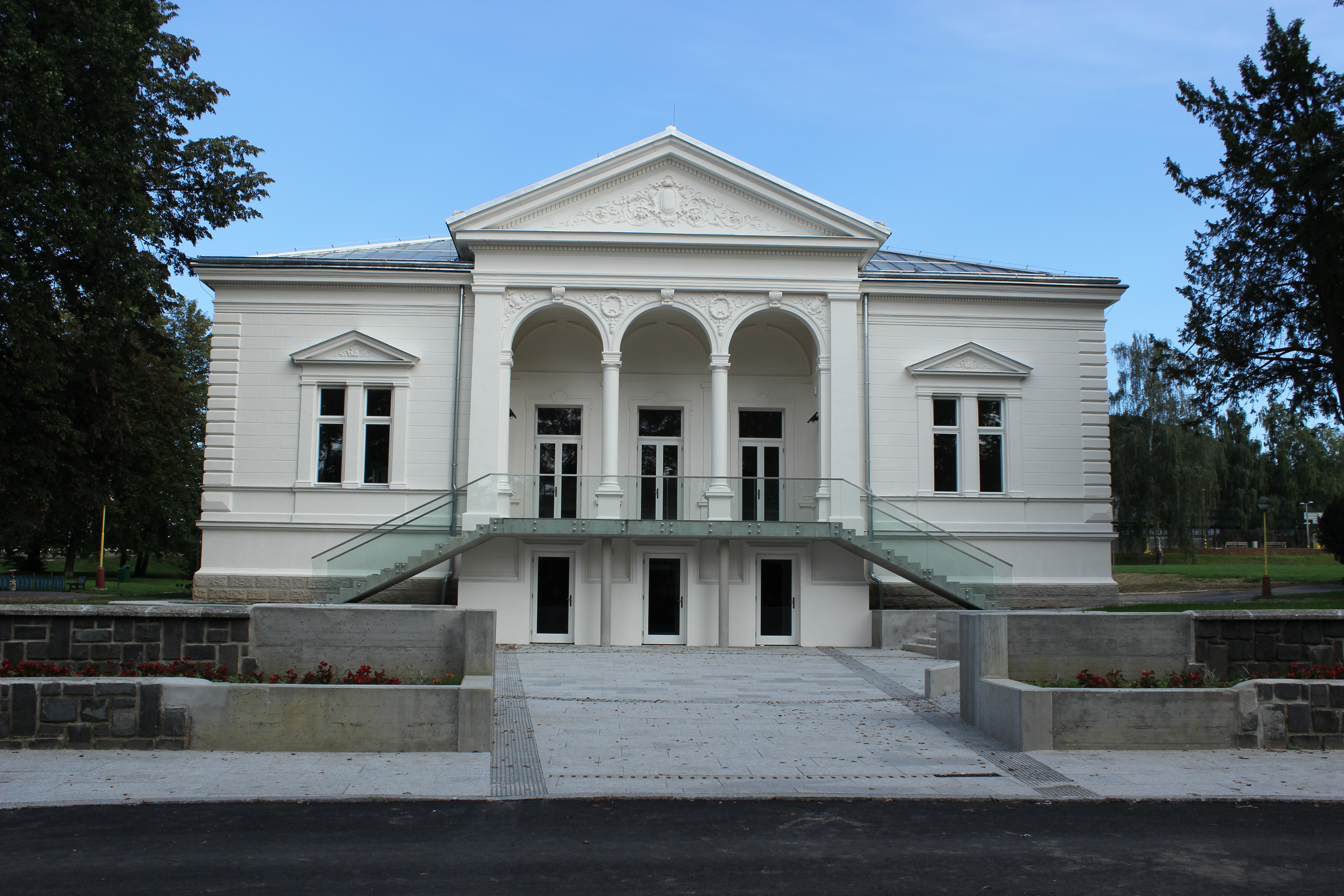
Vila v parku Edvarda Beneše
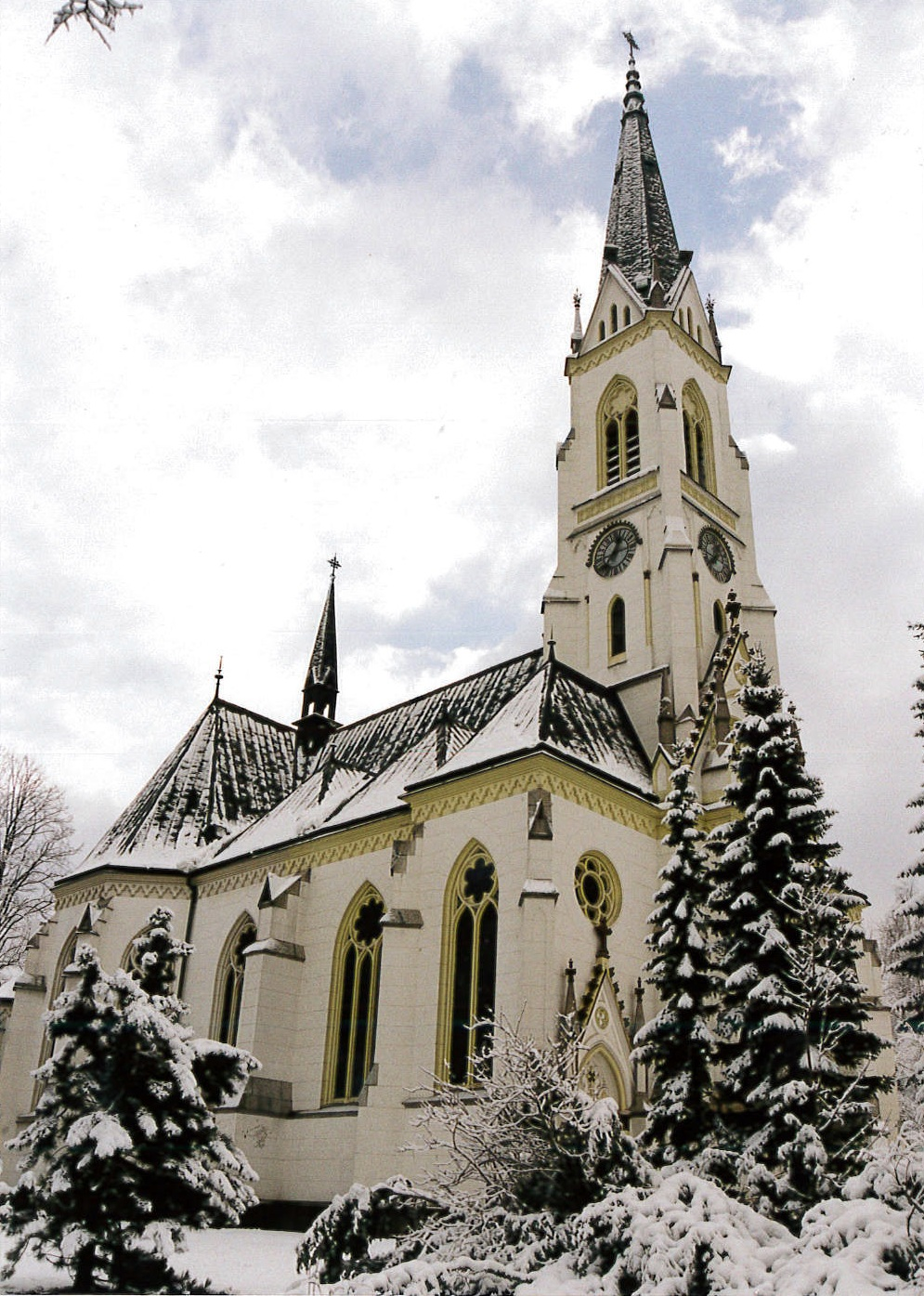
Kostel sv. Bartoloměje v zimě
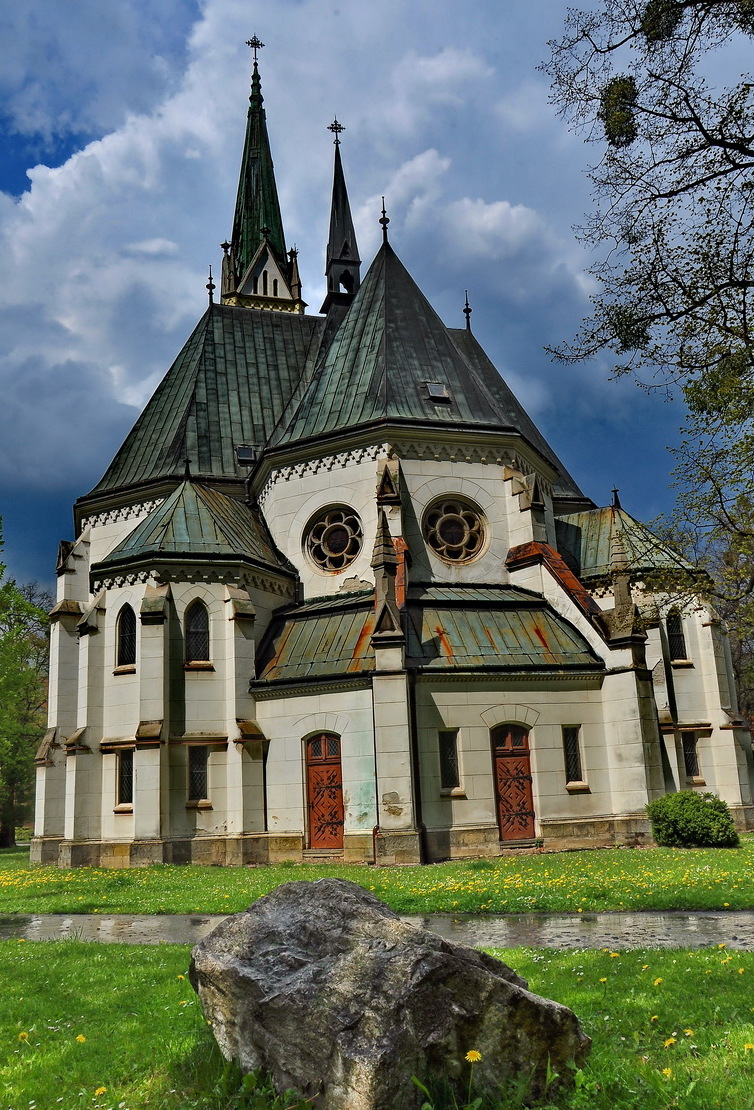
Kostel sv. Bartoloměje z východu
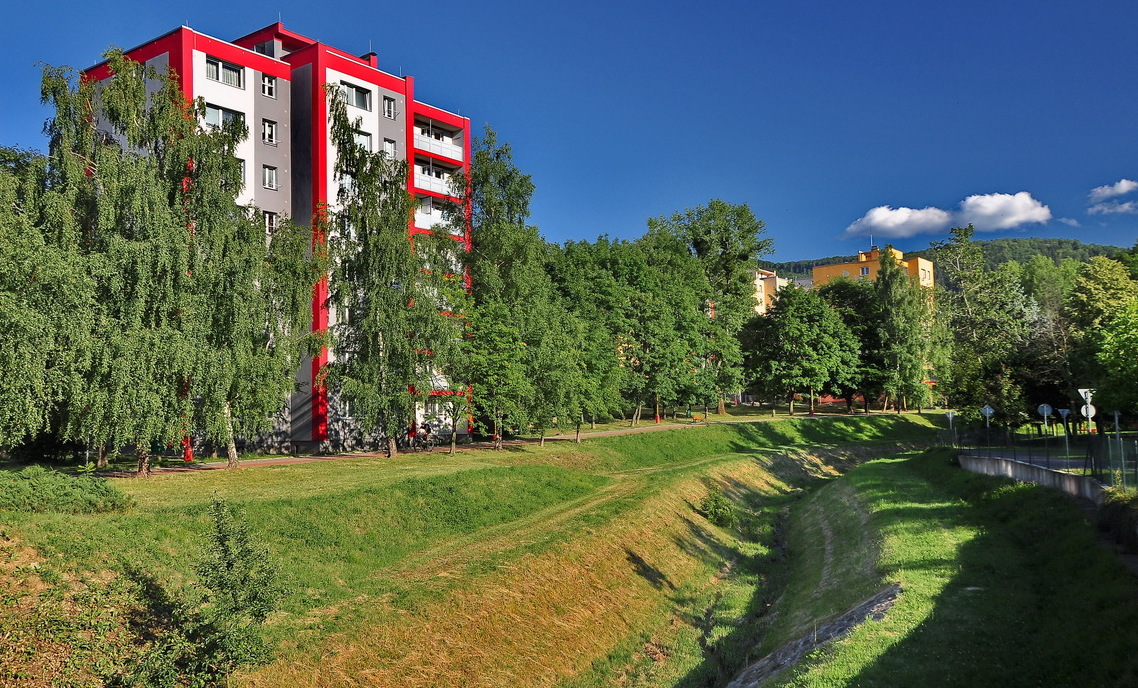
Údolí Kopřivničky
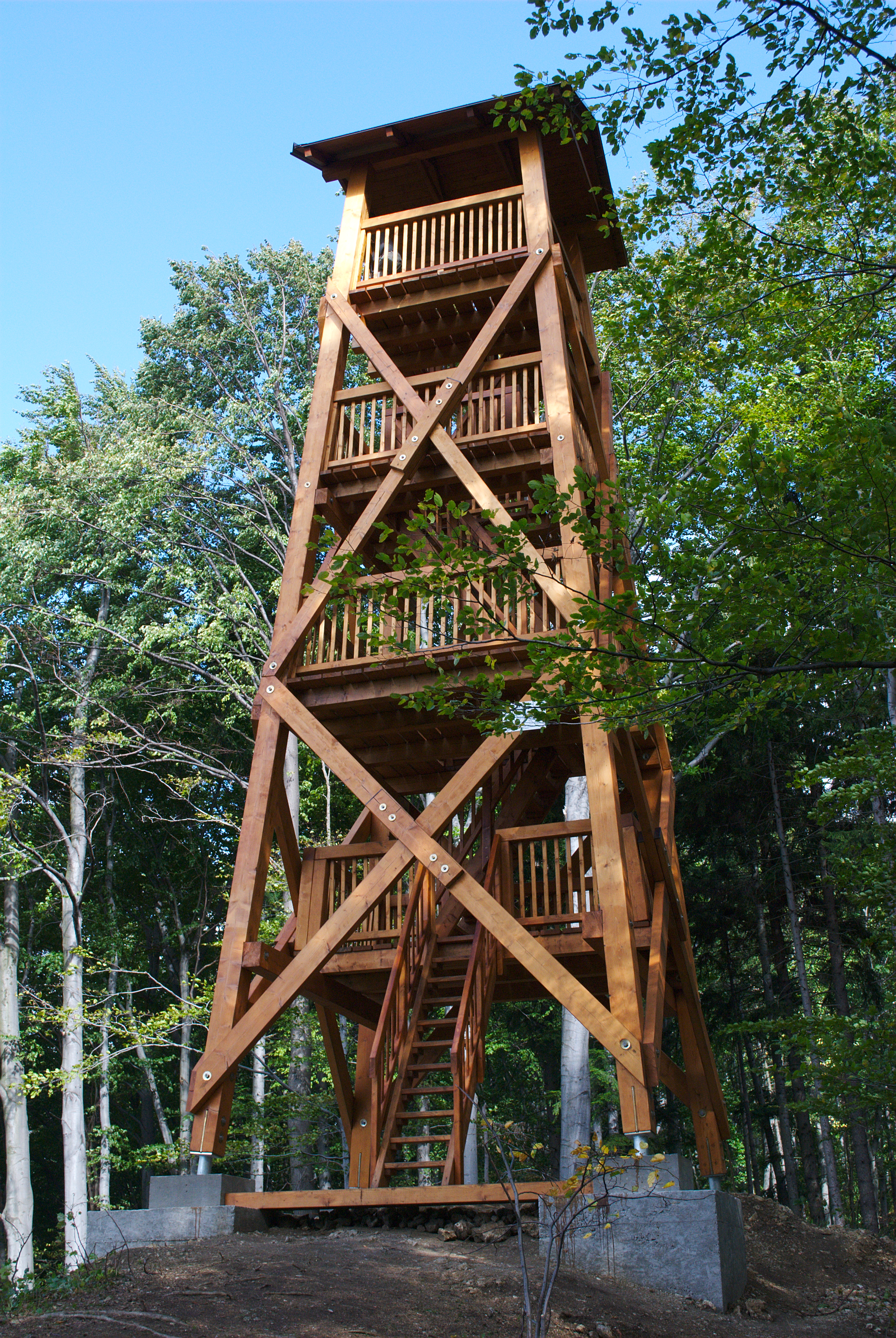
Bezručova vyhlídka
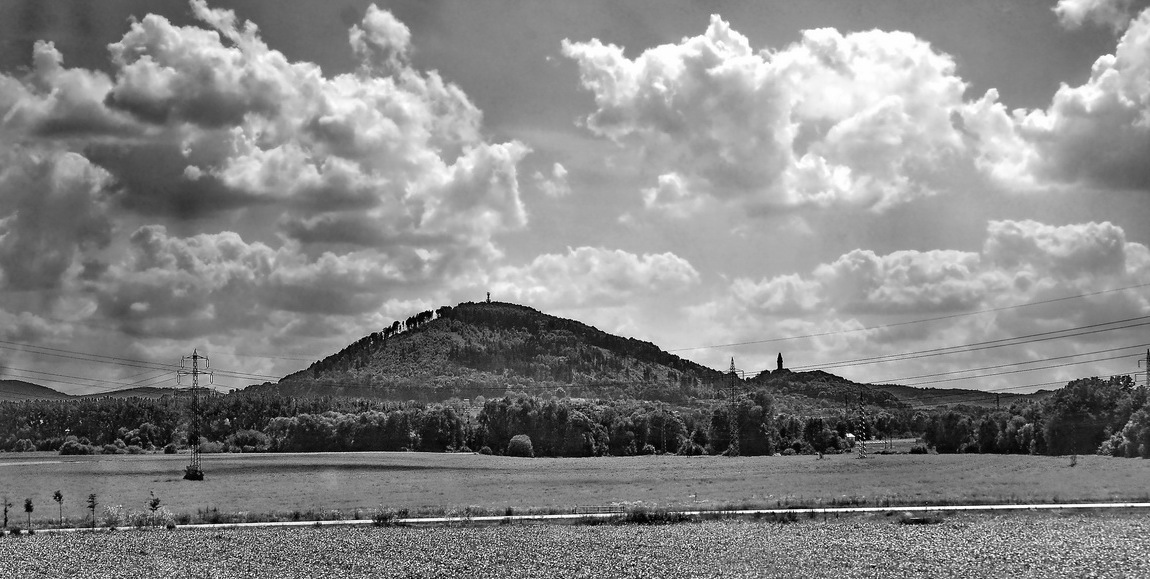
Bílá hora
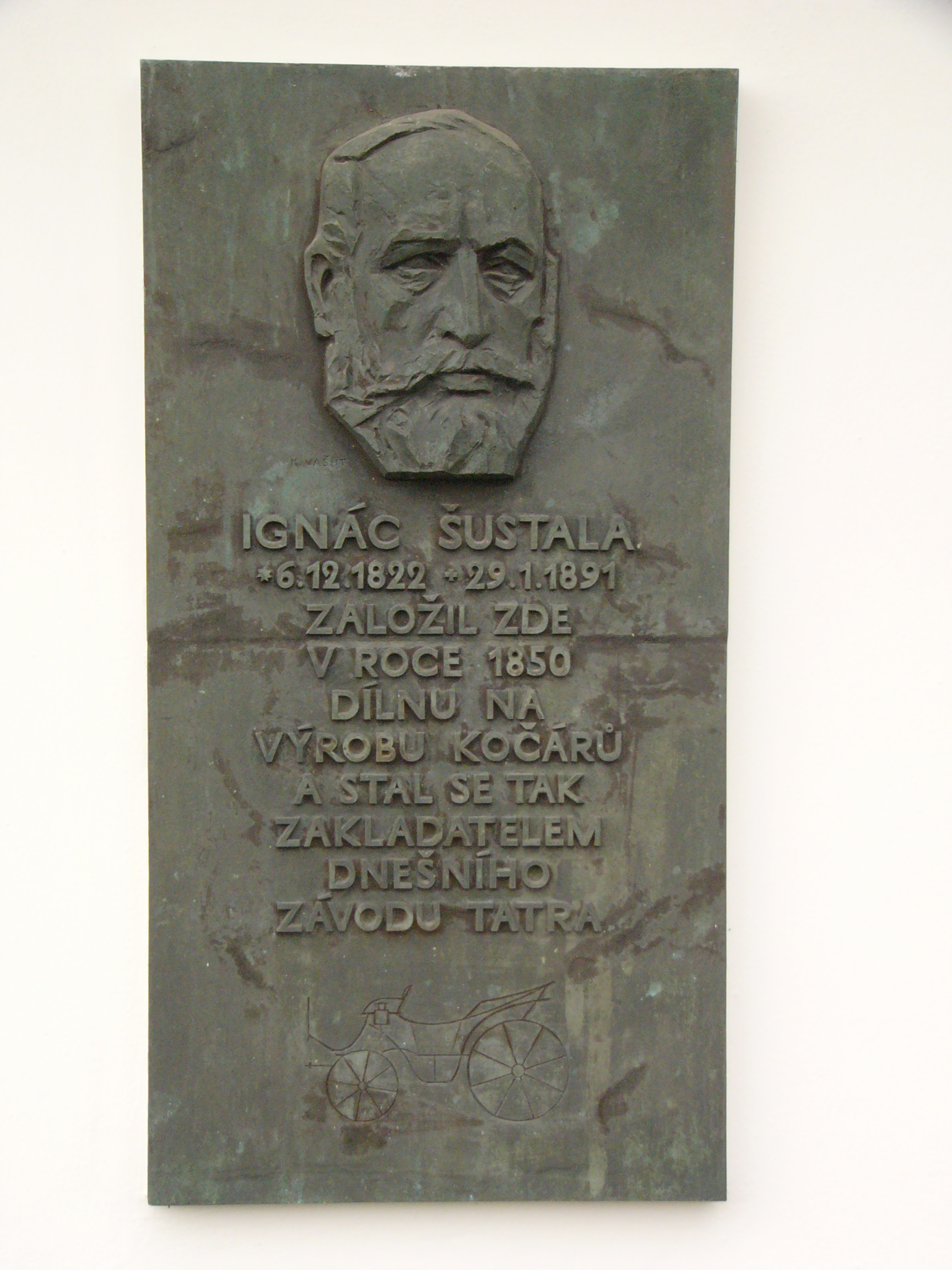
Pamětní deska na budově Fojtství
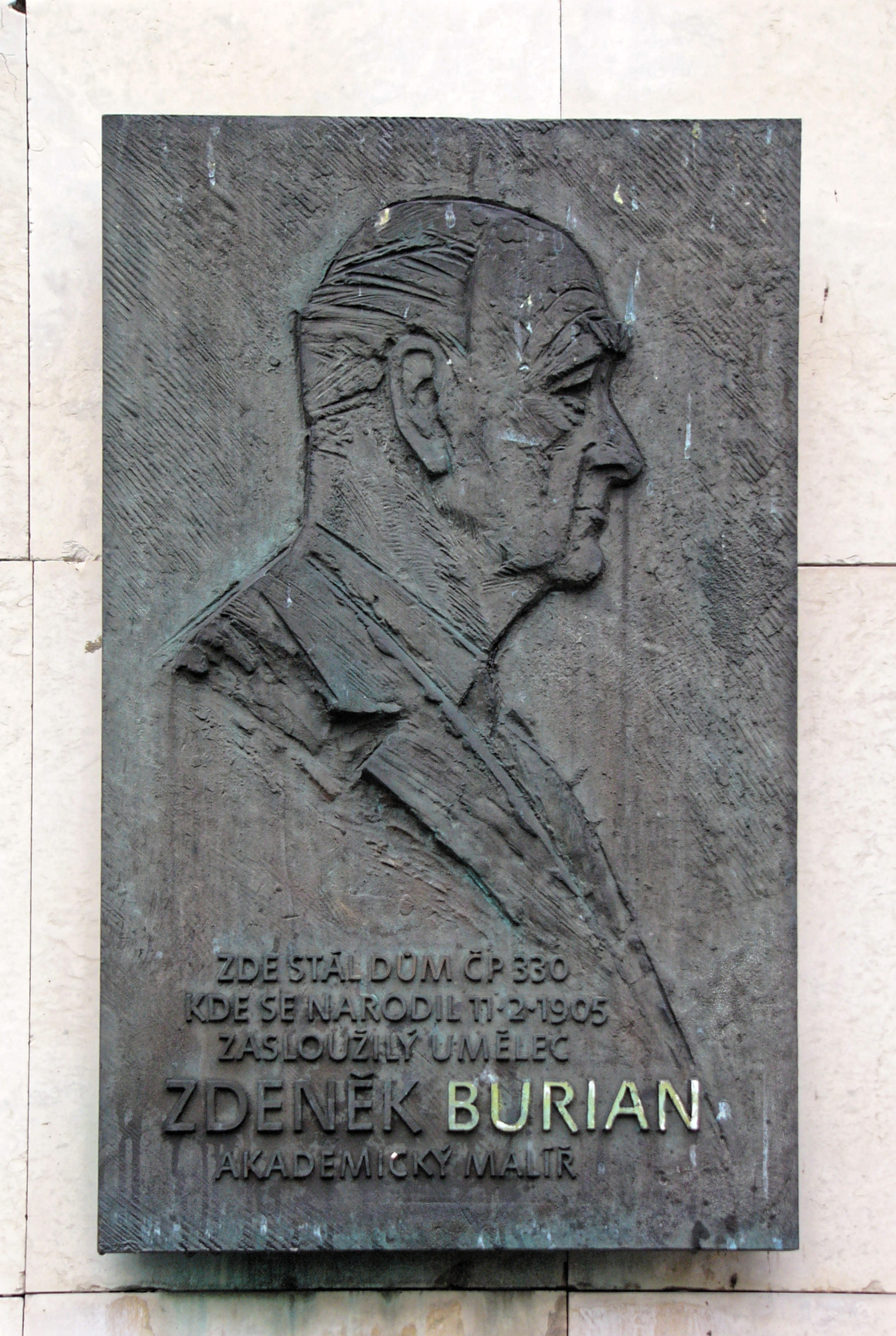
Pamětní deska v Lašském muzeu
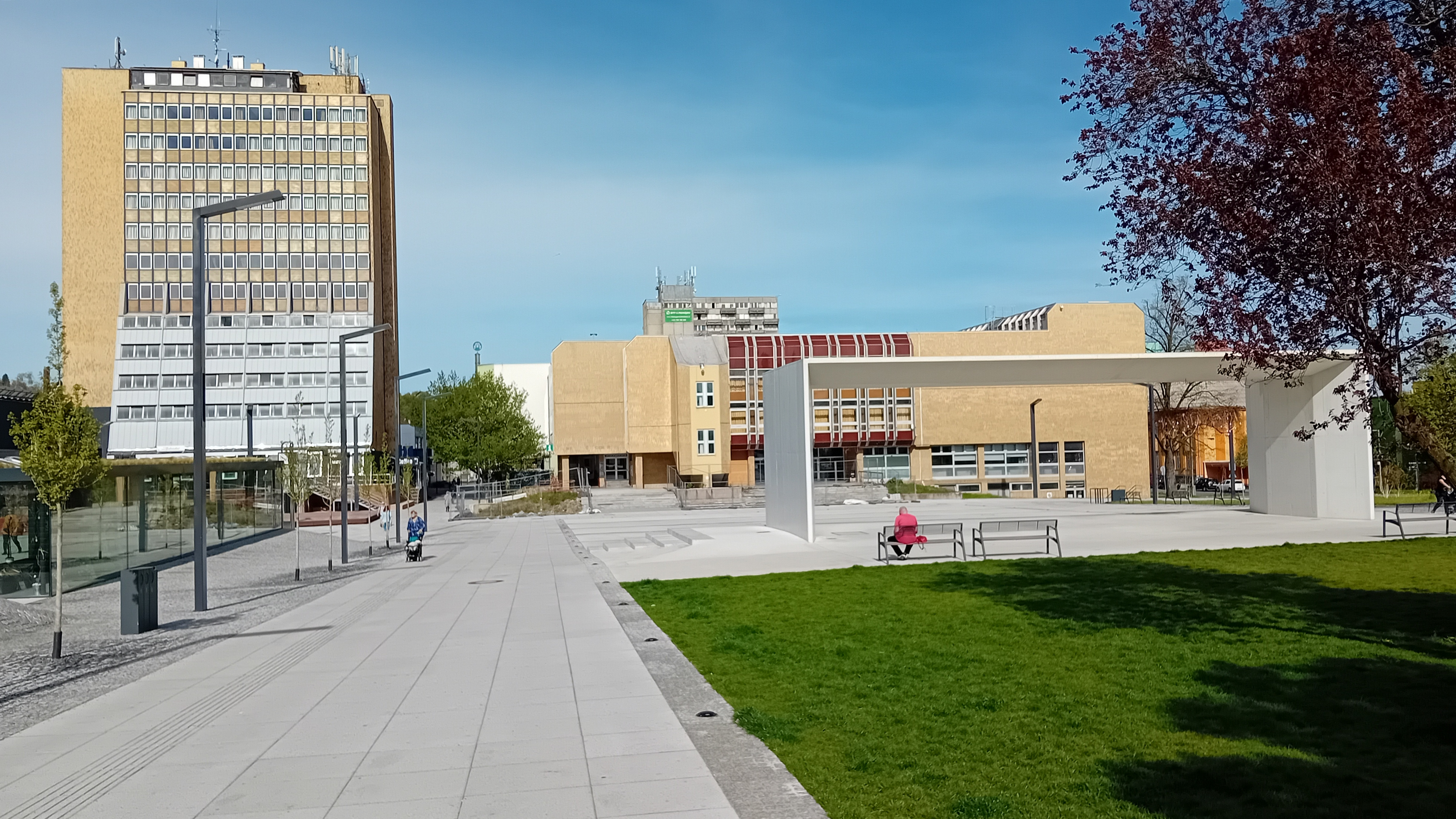
Náměstí

## Partnerská města
- Bánovce nad Bebravou, Slovensko
- Castiglione del Lago, Itálie
- Myszków, Polsko
- Trappes, Francie
- Zwönitz, Německo